# Martinsburg (Nueva York)
Martinsburg es un pueblo ubicado en el condado de Lewis en el estado estadounidense de Nueva York. En el año 2000 tenía una población de 1,249 habitantes y una densidad poblacional de 6 personas por km².

## Geografía
Martinsburg se encuentra ubicado en las coordenadas 43°43′57″N 75°28′55″O / 43.73250, -75.48194.

## Demografía
Según la Oficina del Censo en 2000 los ingresos medios por hogar en la localidad eran de $ 31,902 y los ingresos medios por familia eran $35,978. Los hombres tenían unos ingresos medios de $26,705 frente a los $20,682 para las mujeres. La renta per cápita para la localidad era de $13,894. Alrededor del 11.9% de la población estaban por debajo del umbral de pobreza.